# The Hungry Years
The Hungry Years è una raccolta di brani di Popa Chubby precedenti alla fama.

## Tracce
- Stoop Down Baby
- Shake Down
- Looking For One Kiss
- Take Off
- Working Class Blues
- Lo Han Sway (Instrumental)
- Feel My Eyes On You
- Rain on My Mind
- It's Chubby Time
- San Catri
- What's Your Problem? / Pipeline